# Telecom Animation Film
Telecom Animation Film Co., Ltd. (株式会社テレコム・アニメーションフィルム, Kabushiki-gaisha Terekomu Animēshon Firumu) um estúdio fundado em 19 de maio de 1975. Começou como uma empresa terceirizada de sua matriz, mas desde então se tornou o principal estúdio de animação por trás do mais recente O estúdio também produziu séries como  Chain Chronicle: The Light of Haecceitas, Orange, e Phantasy Star Online 2: A Animação.

## Séries De TV
- Planet Survival (2003) co-produção com Madhouse
- Aikatsu! (2012) co-produção com Sunrise
- Lupin III (2015)
- Phantasy Star Online 2 (2016)[7]
- Orange (2016)[8]
- Orange Future (2016)
- Chain Chronicle: The Light of Haecceitas (2017)[9]
- Lupin the Third Part 5 (2018)
- Tsukumogami Kashimasu (2018)
- Tower of God (2020)[10]
- Ijiranaide, Nagatoro-san(2021)[11]
- Mokushiroku no Yonkishi (2023)